# عون الخصاونه
عون الخصاونه (عربی: عون الخصاونة؛ زادهٔ ۲۲ فوریهٔ ۱۹۵۰) یک سیاست‌مدار اهل اردن است.
وی همچنین برنده جوایزی همچون لژیون دونور (افسر بزرگ) شده‌است.

## زندگی‌نامه
عون در ۲۲ فوریه ۱۹۵۰ در عمان متولد شد، او تحصیلات دانشگاهی خود را در کالج کوئینز، کمبریج در انگلستان گذراند، جایی که او مدرک لیسانس در تاریخ و حقوق را به دست آورد. او همچنین مدرک کارشناسی ارشد در حقوق بین‌الملل را دریافت کرد.